# Пушкіно (Калінінський район)
Пушкіно (рос. Пушкино) — село в Калінінському районі Тверської області Російської Федерації.
Населення становить 356 осіб. Входить до складу муніципального утворення Верхнєволзьке сільське поселення.

## Історія
Від 2005 року входить до складу муніципального утворення Верхнєволзьке сільське поселення.

## Населення
| 1859 | 1886 | 1992 | 2002 | 2010 |
| ---- | ---- | ---- | ---- | ---- |
| 618  | ↗726 | ↘484 | ↘455 | ↘356 |